# Evo United FC
Der Evo United Football Club ist ein laotischer Fußballverein aus Vientiane.

## Stadion
Seine Heimspiele trägt der Verein im National University of Laos Stadium in Vientiane aus. Das Stadion hat ein Fassungsvermögen von 5000 Personen.
Koordinaten: 18° 2′ 30″ N, 102° 38′ 22,8″ O

## Saisonplatzierung
| Saison | Liga               | Liga  | Liga   | Liga | Liga | Liga | Liga  | Liga   | Liga     |
| Saison | Liga               | Level | Spiele | S    | U    | N    | Tore  | Punkte | Position |
| ------ | ------------------ | ----- | ------ | ---- | ---- | ---- | ----- | ------ | -------- |
| 2019   | Lao Premier League | 1     | 15     | 2    | 2    | 11   | 17:54 | 8      | 6.       |